# Paelha
A paelha, é um prato à base de arroz, típico da gastronomia valenciana — daí que em Portugal seja comumente conhecido como arroz à valenciana e no Brasil como paelha valenciana — e popularizado por toda a Espanha (com uma grande quantidade de variações adaptadas ao ingredientes das diversas regiões da cozinha espanhola) e noutros países, convertendo-se numa referência da gastronomia espanhola.
É um guisado de arroz, carne e verduras preparado numa paella sobre fogo, seja um paeller ou um fogão. A receita é originária da marjal da Albufeira de Valência, na comarca natural de Ribera del Júcar, a sul da cidade de Valência. É consumida em qualquer ocasião, especialmente quando se reúnem amigos ou famílias, sábados, domingos ou em feriados tradicionais e é considerado o prato típico do País Valenciano por excelência.
O prato era inicialmente uma refeição simples confeccionada com os ingredientes disponíveis para além do arroz: carne de coelho, frango ou até pato; verduras (diferentes tipos de feijão — bajoques, fesols ou garrofons — e tomate), azeite, água, açafrão, caracóis e sal. Ao longo do tempo foi modernizando-se e entrou nas ementas dos restaurantes, onde é cozinhada com diferentes tipos de marisco, incluindo bogavantes, camarões ou lagostas.
A sua internacionalização levou à criação de pratos com pouca relação com o original valenciano. Para evitar a confusão gerada por esta situação, um grupo de cozinheiros valencianos, na qual se incluem algumas associações de restaurantes, declararam a necessidade de oficializar uma única receita, e aplicar às restantes uma designação que não a de paelha valenciana.
No Brasil, normalmente é feita com frutos do mar.

## Primeiras descrições da receita
No País Valenciano, a origem do prato estaria na zona de arrozais próxima ao lago da Albufeira de Valência, onde se documenta a sua existência já no séc. XVIII. A geografia da região propiciou a utilização de ingredientes específicos na elaboração do prato, que segundo Dionisio Pérez incluem enguia, caracóis e feijão verde. Menciona também uma caçarola especial de «fundo ligeiramente convexo» e que deve ser elaborada com uma fonte de calor à base de lenha.
Em 1513, o agrónomo Francisco de Paula Martí menciona no seu pequeno livreto (numa secção sobre o uso do arroz) uma das primeiras receitas de arroz à valenciana:

Para que o «arroz à valenciana» fique igual à maneira como é feito pelos naturais, é preciso cozê-lo em lume muito alto, preferindo o de chama, para que não se interrompa a fervura. Para saber qual a quantidade de caldo necessária, seja qual for a que se pretenda guisar, existe geralmente uma regra de removê-lo com uma colher de pau e, antes de que se deixe repousar, colocam-na no centro do recipiente, e se se mantiver sem movimento adicionam-lhe um pouco mais (de caldo), e repetem até que a colher se mexa sem cair, que é quando há o suficiente. Acendem o lume para levantar fervura, e procuram mantê-lo até que o caldo esteja pronto a consumir, e então provam o arroz de modo a perceber se está bem cozinhado. Se estiver, separam-no do fogo imediatamente, deixam-no repousar, e a pequena porção de caldo é absorvida, e fica inteiro, bem cozido, tenro e suave ao paladar; mas se se observa que ao provar está ainda um pouco duro, adicionam-lhe mais caldo, desde que esteja quente para que não se interrompa a fervura; porque se isto acontece, o resultado é que o caldo não penetra o arroz, ficando o coração dos grãos duros. Quase nunca é necessário adicionar mais caldo do que o que dissemos ao princípio, e se alguma vez acontecer, é porque o arroz está muito bem granado, e precisa de mais alguma humidade para que seja bem penetrado. As demais circunstâncias do condimento ficam ao critério de quem o guisa e será tanto melhor quanto mais delicada seja a substância que contenha, como ficou denotado.Original (em castelhano): Para que el arroz a la valenciana salga como le hacen aquellos naturales, es preciso que se cueza a fuego muy activo, prefiriendo el de llama, a fin de que no se interrumpa el hervor. Para saber la cantidad fija de caldo que se necesita, sea cual fuere la que se pretenda guisar, llevan generalmente la regla de removerlo con una cuchara de palo, y antes que se repose enteramente, la plantan en el centro de la vasija, y si se mantiene sin movimiento le añaden algo más (de caldo), y repiten lo mismo hasta que la cuchara se tartalee sin caerse, que es cuando tiene suficiente. Activan la lumbre para que levante pronto el hervor, y procuran sostenerla hasta que el caldo está cerca de consumirse, y entonces prueban el grano a fin de ver sí está bien penetrado hasta el corazón. Si lo está, lo separan del fuego inmediatamente, lo dejan reposar, y aquella pequeña porción de caldo la absorbe, y queda entero, bien cocido, esponjada y suave al paladar; pero si se observa al probarlo que todavía está algo duro, le añaden algo más de caldo, procurando que esté caliente para que no se interrumpa el hervor; porque si esto sucede, el resultado es deshacerse sin que se consiga el que se penetre, quedando duro el corazón del grano. Casi nunca es necesario añadirle más caldo que el que dijimos al principio, y si acontece alguna vez, es porque el arroz está muy bien granado, y necesita algo más de humedad para penetrarse bien. Las demás circunstancias del condimento quedan al arbitrio del que lo guisa y será tanto mejor cuanta más delicada la sustancia que contenga, como queda insinuado.— Francisco de Paula Martí (1513) (em castelhano)
Este pequeno ensaio do século XVI explica já o problema da confecção do arroz e quer indicar a raiz da feitura deste prato. Em 1745, Juan de Altimiras, em Nueva arte de cocina, descreve receitas para a preparação de «arroz com enguias». Seja como for, a receita de Franciso de Paula Martí aproxima-se à definição de arroz à valenciana existente nos dias de hoje. Para alguns investigadores modernos, a paelha é um conceito mais ligado ao instrumento com o qual se cozinha o arroz do que à própria receita.

## Variedades

### Paella marinera

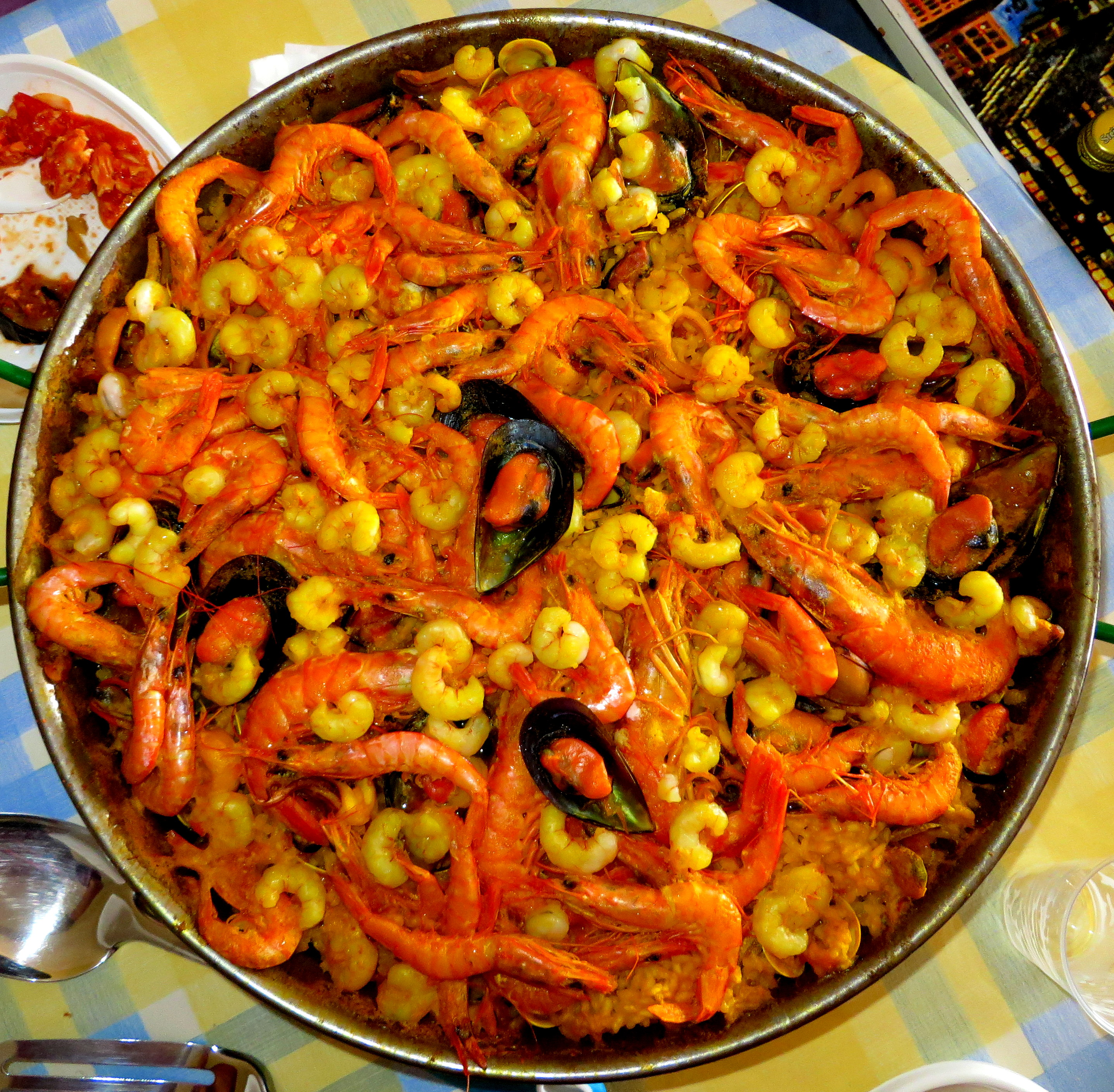
Paelha de marisco.

A variante mais popular é a paella marinera que prescinde maioritariamente das verduras e substitui a carne por diversos mariscos, moluscos e pescados além de substituir a água por caldo de peixe. Em terras valencianas também é possível encontrar outra variedade conhecida às vezes como «paella d'hivern» (paelha de inverno) na qual devido à dificuldade de encontrar feijão-verde naquela época do ano se utilizam outras verduras como alcachofras para as substituir. Não existem documentos históricos que assinalem exactamente a origem da paella marinera, mas sim que é a alternativa costeira à paella tradicional, elaborada a base de choco, calamares, lagostim, lagosta, amêijoa, ou clótxina (variedade mediterrânica do mexilhão, mais pequena e fina).

### Paelha mista
Outro tipo de paelha é a conhecida como mista, já que mistura a paelha de carne (frango e coelho) com a paelha de mariscos de origem relativamente recente. Esta é pouco consumida em Valencia visto ser de recente invenção noutras regiões espanholas. Apesar do desvio da receita original, a paelha mista tem ganho muita aceitação fora da Comunidade Valenciana; é o prato que se encontra em grande parte dos restaurantes não valencianos de Espanha e do estrangeiro. Algumas das investigações culinárias apontam que sua origem pode derivado da tentativa de cozinhar sobras de carne.
Predomina nos folhetos turísticos e coleções gastronómicas sobre Espanha onde é o único tipo de paelha mencionado. Outras variações da paelha, caso sejam cozinhadas fora de Valência, para além de misturar carne com marisco, incluem ingredientes tais como ervilha, cebola, chouriço ou salsicha. No interior da Comunidade Valenciana e na comarca de La Plana (Castelló) costuma-se acrescentar um pedaço de costeleta de porco por comensal, conseguindo o mesmo efeito que nas paelhas com carne de pato, para que o guisado fique mais meloso.

### Paelha alicantina
Resulta da elaboração de um caldo de peixe (choco, gambas e imperador) e carne (frango ou coelho). A elaboração desta paelha originou-se no sul da Comunidade Valenciana (sobretudo nas comarcas de l'Alacantí-Alcoià ou da foia de Castalla).

### L'arròs del senyoret
É uma paelha na qual o cozinheiro retira todos os ossos da carne e/ou as cascas do marisco para que os prato esteja pronto a comer. Em Barcelona foi popularizada uma receita idêntica, denominada arròs parellada.

### L'empedrao
Trata-se de uma variedade feita com postas de bacalhau salgado; alface, acelga ou endívias; alho-francês, salsa de tomate e feijões cozidos. Existe também uma variante deste prato preparada com coelho e caracóis.